# Arkitekthögskolan vid Umeå universitet
Arkitekthögskolan vid Umeå universitet är en svensk akademisk institution vid Umeå universitet, som bedriver utbildning inom arkitektur sedan 2009.
Arkitekthögskolan har en av Sveriges fyra fullständiga  arkitektutbildningar på högskolenivå. På grundnivå finns det femåriga arkitektprogrammet, och som vidareutbildning finns det tvååriga masterprogrammet i arkitektur och stadsbyggnad, samt enstaka kurser.
Förste rektor för högskolan var den danske arkitekten Peter Kjær (2009–13). Från februari 2013 var Örjan Wikforss tillförordnad rektor under en kort period, Skolan var därefter utan rektor tills Ana Betancour tillträdde i november 2014. Hösten 2019 utsågs Mikael Henningsson till rektor.. Sedan hösten 2023 är Cornelia Redeker rektor på institutionen.
Det femåriga arkitektprogrammet påbörjades hösten 2009 i provisoriska lokaler i Tullmagasinet, och flyttade inför höstterminen 2010 in i en ny byggnad bredvid Bildmuseet, Designhögskolan och Konsthögskolan, på det område som byggts om till Konstnärligt campus vid Umeå universitet. Den nya byggnaden är resultatet av ett samarbete mellan White arkitekter och Henning Larsen Architects.

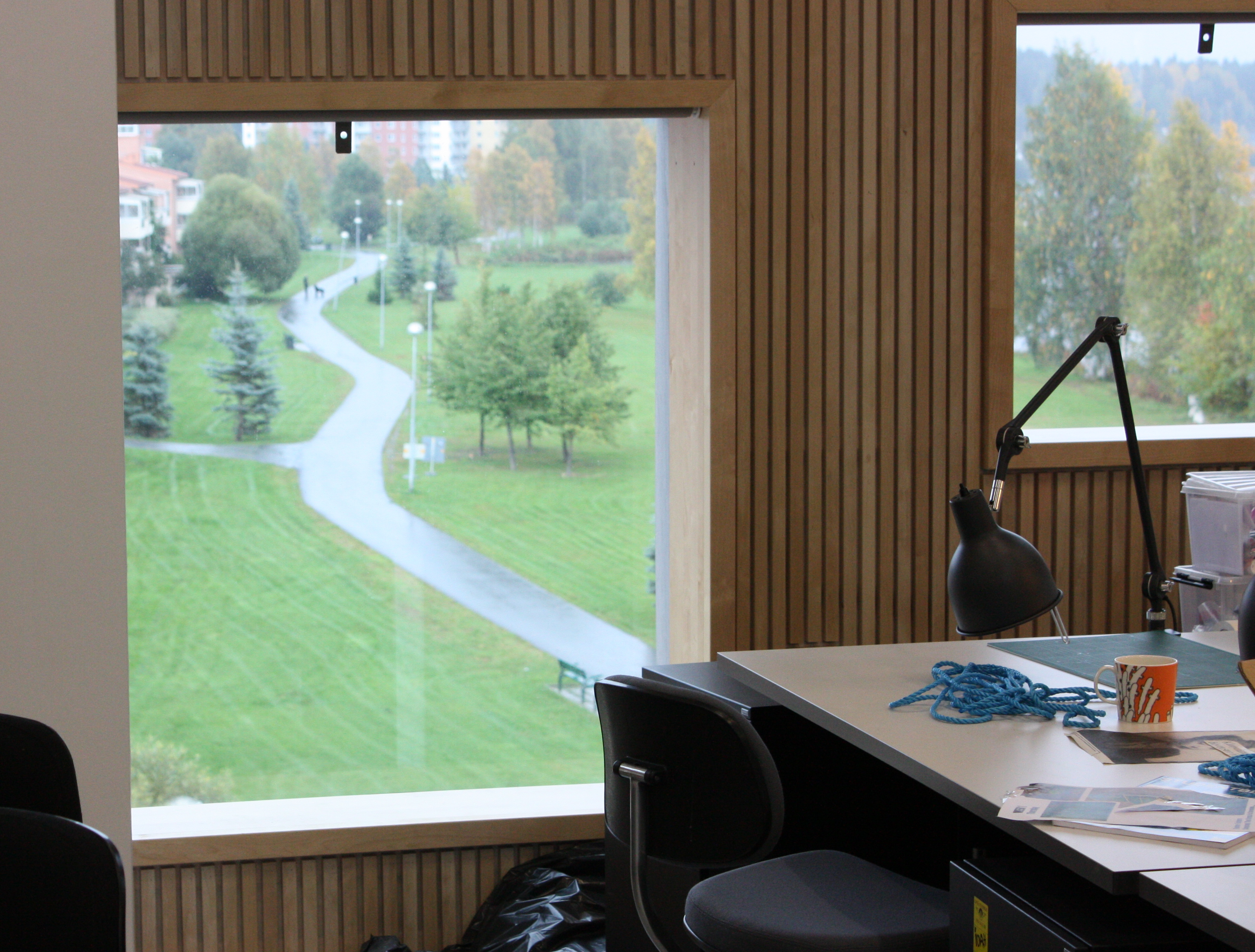
Studieplats på Arkitekthögskolan vid Umeå universitet, utsikt österut mot Öbackaparken.

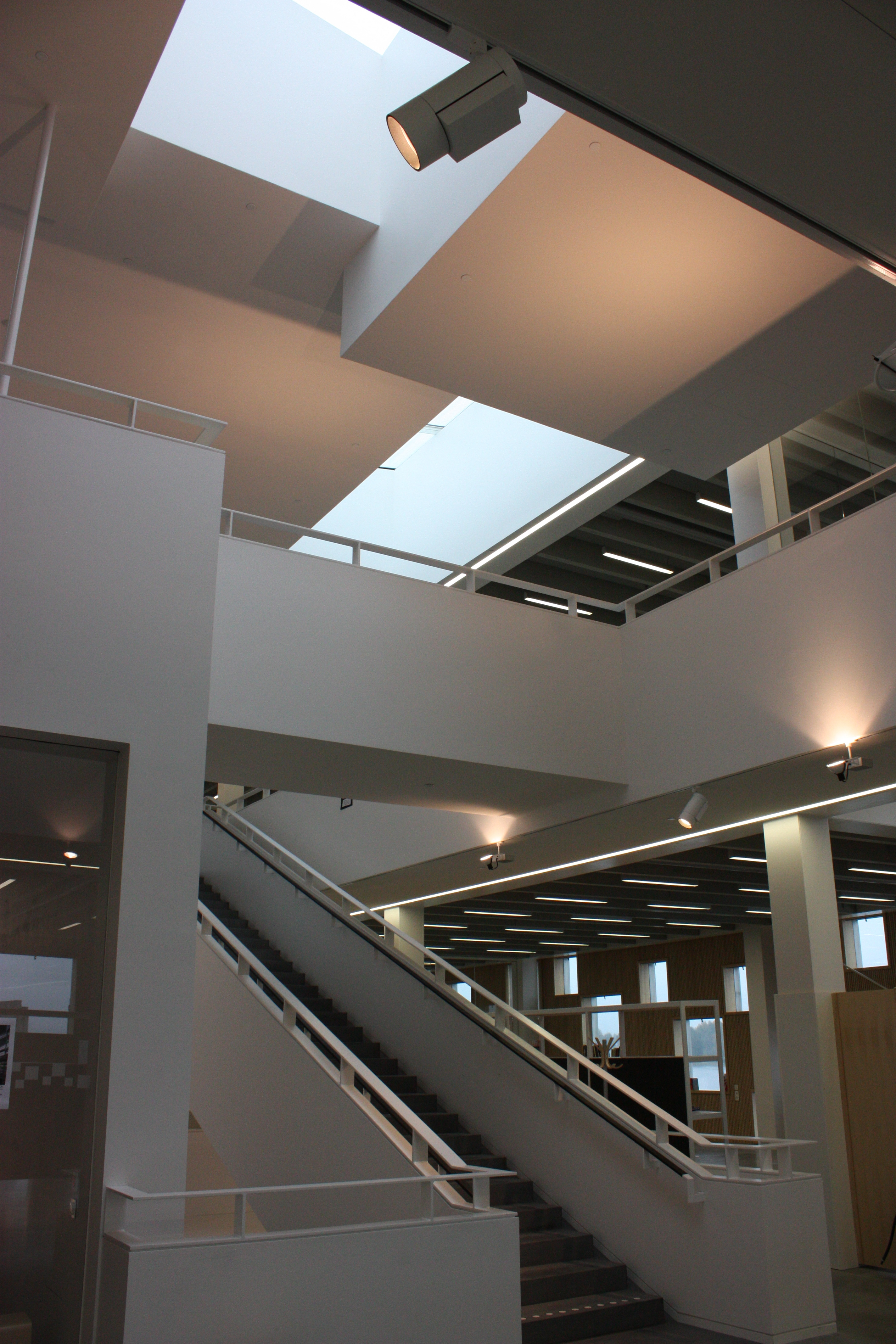
Trapphus på Arkitekhögskolan vid Umeå universitet.